# Rogers Mato
Rogers Mato (Arua, 10 de octubre de 2003) es un futbolista ugandés que juega en la demarcación de centrocampista para el F. K. Vardar de la Primera División de Macedonia del Norte.

## Selección nacional
Hizo su debut con la selección de fútbol de Uganda en un encuentro amistoso contra Islandia que finalizó con un resultado de empate a uno tras los goles de Jón Böðvarsson y Patrick Kaddu.

## Clubes
| Club                              | País                | Año       | Partidos | Goles |
| --------------------------------- | ------------------- | --------- | -------- | ----- |
| Proline FC                        | Uganda              | 2019-2021 |          |       |
| Kampala Capital City Authority FC | Uganda              | 2021-2023 |          | 15+   |
| Şanlıurfaspor                     | Turquía             | 2023-2024 | 6        | 0     |
| F. C. AP Brera Strumica           | Macedonia del Norte | 2024-2025 | 35       | 5     |
| F. K. Vardar                      | Macedonia del Norte | 2025-     | 16       | 6     |

## Palmarés

### Títulos nacionales
| Título                      | Club         | País                | Año  |
| --------------------------- | ------------ | ------------------- | ---- |
| Copa de Macedonia del Norte | F. K. Vardar | Macedonia del Norte | 2025 |